# Jean Desses

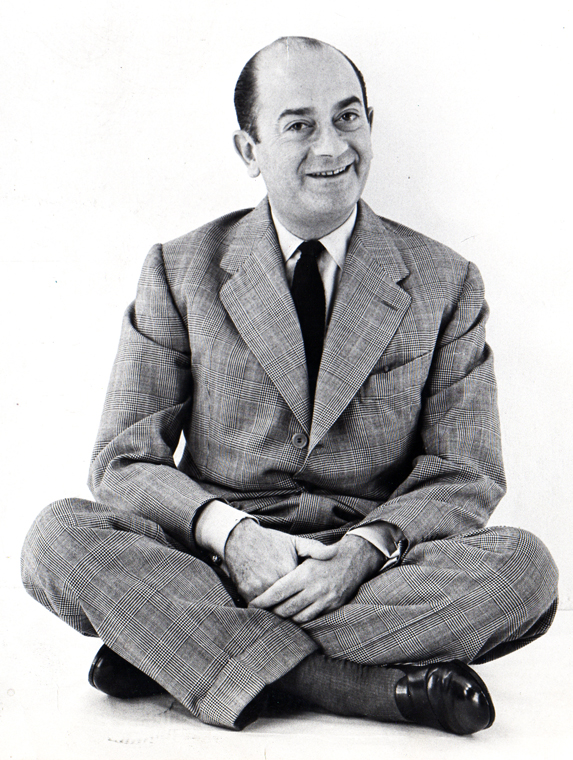
Jean Dessès

Jean Desses (6 de agosto de 1904 – 2 de agosto de 1970), fue estrella del diseño mundial en los años 40, 50 y 60. Sus diseños reflejaban la influencia de sus viajes. Se especializó en la creación de vestidos de tarde en chiffon y muselina, inspirados en las túnicas de la antigua Grecia y Egipto.

## Biografía
Nacido Jean Dimitre Verginie en Alejandría, Egipto, de padres griegos. Comenzó a estudiar Derecho, pero, en 1925, abandonó sus estudios de leyes y empezó a trabajar para Maison Jane, una casa de costura parisina. En París, en 1937, abrió su propio salón de costura. Tras la Segunda Guerra Mundial, viajó por todo el mundo. Su trabajo estaba influenciado por esos viajes. Su moda se hizo muy popular entre la realeza europea y las estrellas de cine. Entre su clientela se encontraba la reina y las princesas de Grecia, la duquesa de Windsor y las relaciones públicas Elsa Maxwell. En 1962, diseñó el vestido de novia utilizado por la Princesa Sofía de Grecia, más tarde Reina Sofía de España para su boda con el futuro rey Juan Carlos I de España. También diseñó los vestidos de las ocho damas de honor, que eran todos iguales y en tonos suaves: rosados, azulados, verdosos. Valentino trabajó con Desses durante varios años en los 50, obteniendo mucha experiencia en la costura, al igual que Guy Laroche que fue asistente de Desses en los años 50.
- Datos: Q3171727
- Multimedia: Jean Dessès / Q3171727